# Autonomiczność okrętu
Autonomiczność okrętu – określana w dobach zdolność okrętu i jego załogi do nieprzerwanego przebywania na morzu w gotowości do wykonywania typowych zadań bojowych, bez uzupełniania zapasów.